# Újpuszta
Újpuszta (szlovákul Mudroňovo) falu Szlovákiában, a Nyitrai kerületben, a Komáromi járásban. Egyike az 1920-as években keletkezett szlovák telepesfalvaknak. Ritkán használt magyar nevét a korábban itt állt majorról kapta.

## Fekvése
Komáromtól 20 km-re északkeletre fekszik, a Bátorkeszi-dombság nyugati lábánál, Madar (3 km) és Komáromszentpéter (5 km) között.
Keletről Madar, nyugatról Komáromszentpéter, délnyugatról pedig Marcelháza és Szilasháza községekkel határos.

## Élővilága
Újpusztán nem tartanak nyilván gólyafészket.

## Története
Határában honfoglalás kori sírokat tártak fel.
A trianoni diktátumig területe Komárom vármegye Udvardi járásához tartozott.
A Madar határában levő Újpuszta-majorból alakult. Baranyai Lajos, Baranyai Géza, Pálffy Miklós és Kisdy-Vásárhelyi Árpád birtokain 1921 szeptemberében 497,8 hektáros területen hoztak itt létre szlovák kolóniát. A kolonisták főként Zólyomból, Liptóból, Vichodnáról és Nagytapolcsányból érkeztek. A 41 telepesből 40 szlovák, 1 pedig magyar volt. A nagybirtok korábbi alkalmazottai közül csak két személy kapott birtokot. A kolónián 1923-ban szlovák iskolát alapítottak.
Újpuszta 1926-ban alakult községgé Mudroňovo néven, a szomszédos Szilasházával (Šrobárovo) egy időben. Nevét Pavol Mudroňról, a 19. századi szlovák nemzeti mozgalom és a Matica Slovenská egyik vezéralakjáról kapta. 1930-ban 229 lakosa volt.
1938-1945 között ismét Magyarországhoz tartozott, ekkor a betelepülők nagy része távozott és a községet is megszüntették. 1945 után a kolonisták visszatértek és ma is főként az ő leszármazottaik lakják a települést.

## Népessége
| Év:            | 1994. | 2004.    | 2014.    | 2024.   |
| -------------- | ----- | -------- | -------- | ------- |
| Emberek száma: | 89    | 110      | 130      | 124     |
| Eltérés:       |       | +23,59 % | +18,18 % | -4,61 % |

| Év:            | 2023. | 2024.   |
| -------------- | ----- | ------- |
| Emberek száma: | 123   | 124     |
| Eltérés:       |       | +0,81 % |

Újpuszta a Komáromi járás és egyben a Nyitrai kerület legkisebb lélekszámú önálló községe.
1991-ben 110 lakosa volt, melynek 88,2%-a szlovák, 9,1%-a magyar nemzetiségű; ebből 45,5% katolikus, 44,2%-a evangélikus vallású. 52 házát 41-en lakták.
2001-ben 123 lakosa volt, melynek 88,6%-a (107) szlovák, 5,7%-a magyar nemzetiségű; ebből 50,4% katolikus, 35%-a evangélikus vallású. 56 házából ekkor 38 lakott.
2006-ban 116 lakosa volt, ebből 22 gyermek, 32 nyugdíjas, 62 pedig gazdaságilag aktív korú.
2011-ben 122-en lakták, ebből 91 szlovák, 7 magyar, 4 cseh és 3 bolgár.
2021-ben 124 lakosából 106 (+2) szlovák, 11 magyar, 5 egyéb és 2 ismeretlen nemzetiségű volt.

## Látnivalók
- Az Isteni Irgalmasságnak szentelt katolikus templom alapkövét 2001. július 22-én tette le Ján Sokol érsek (emléktábla). Előtte fa harangláb áll.

## Képtár

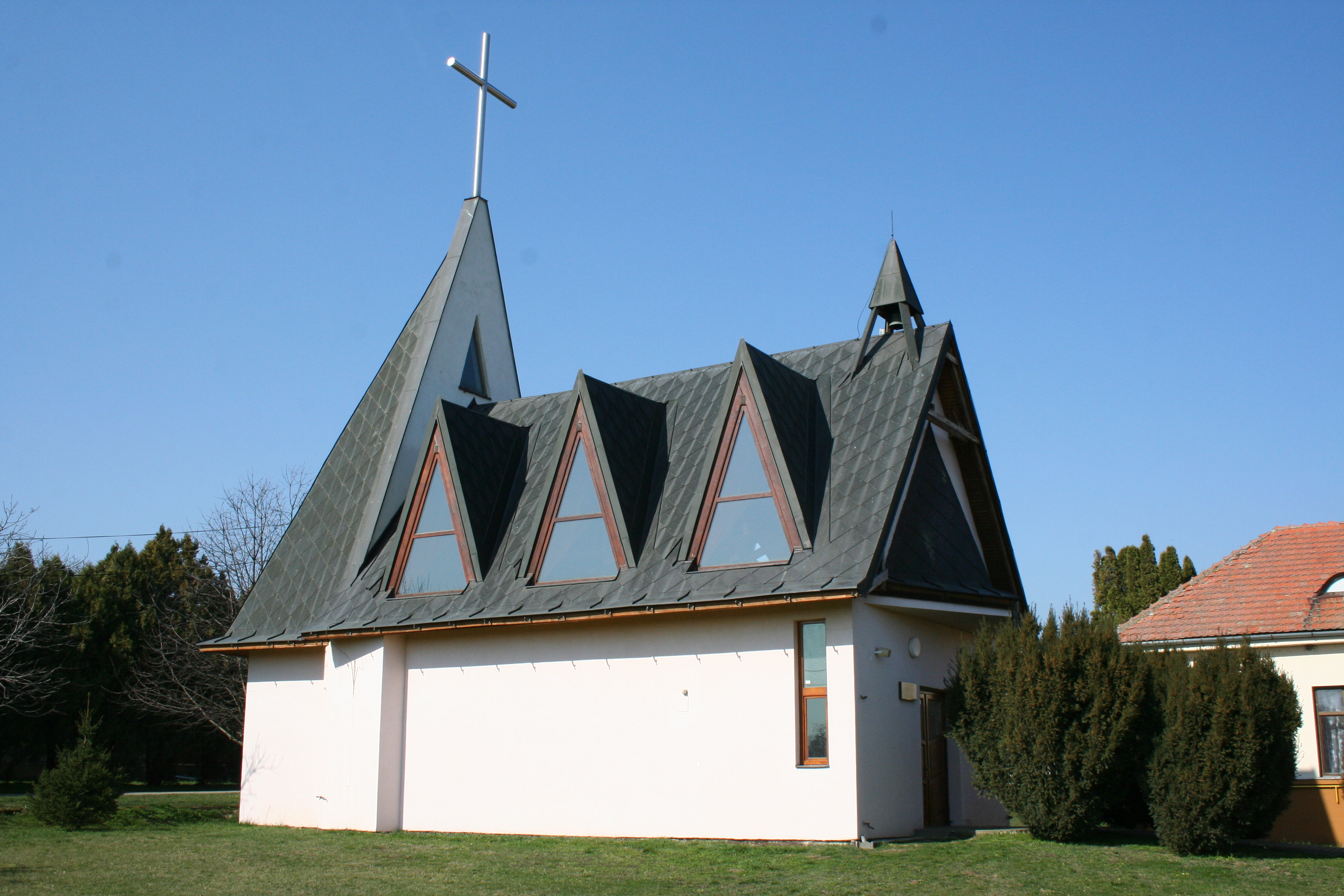
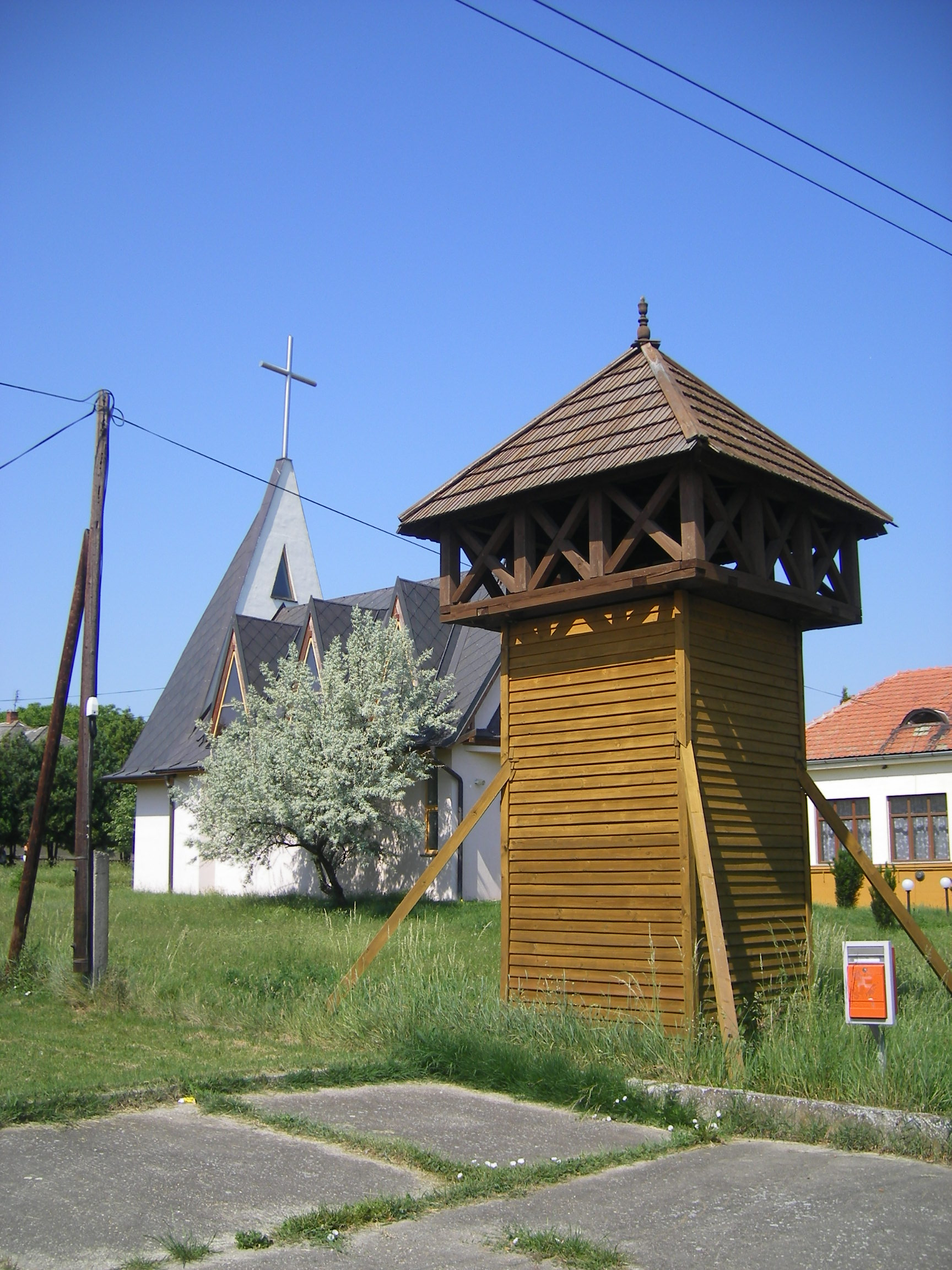
A harangláb és a katolikus templom
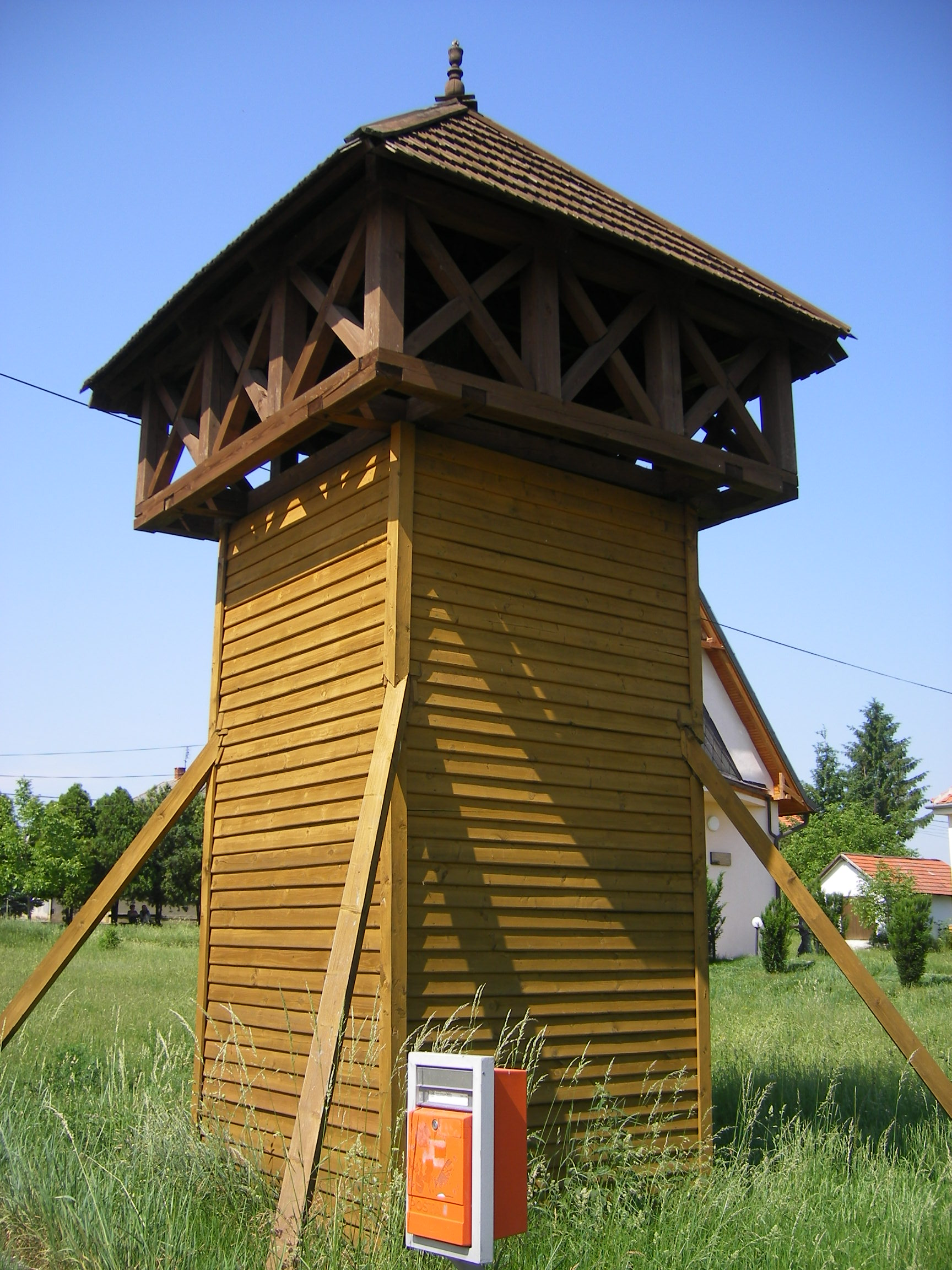
Harangláb
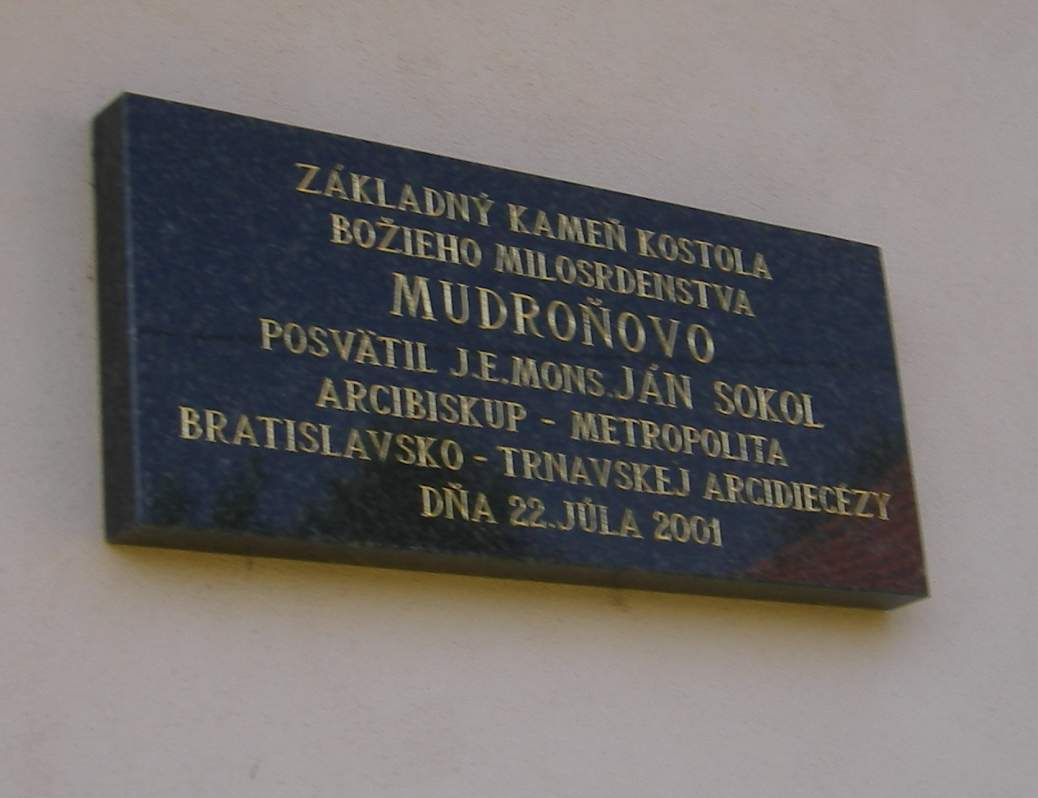
Emléktábla a templom falán
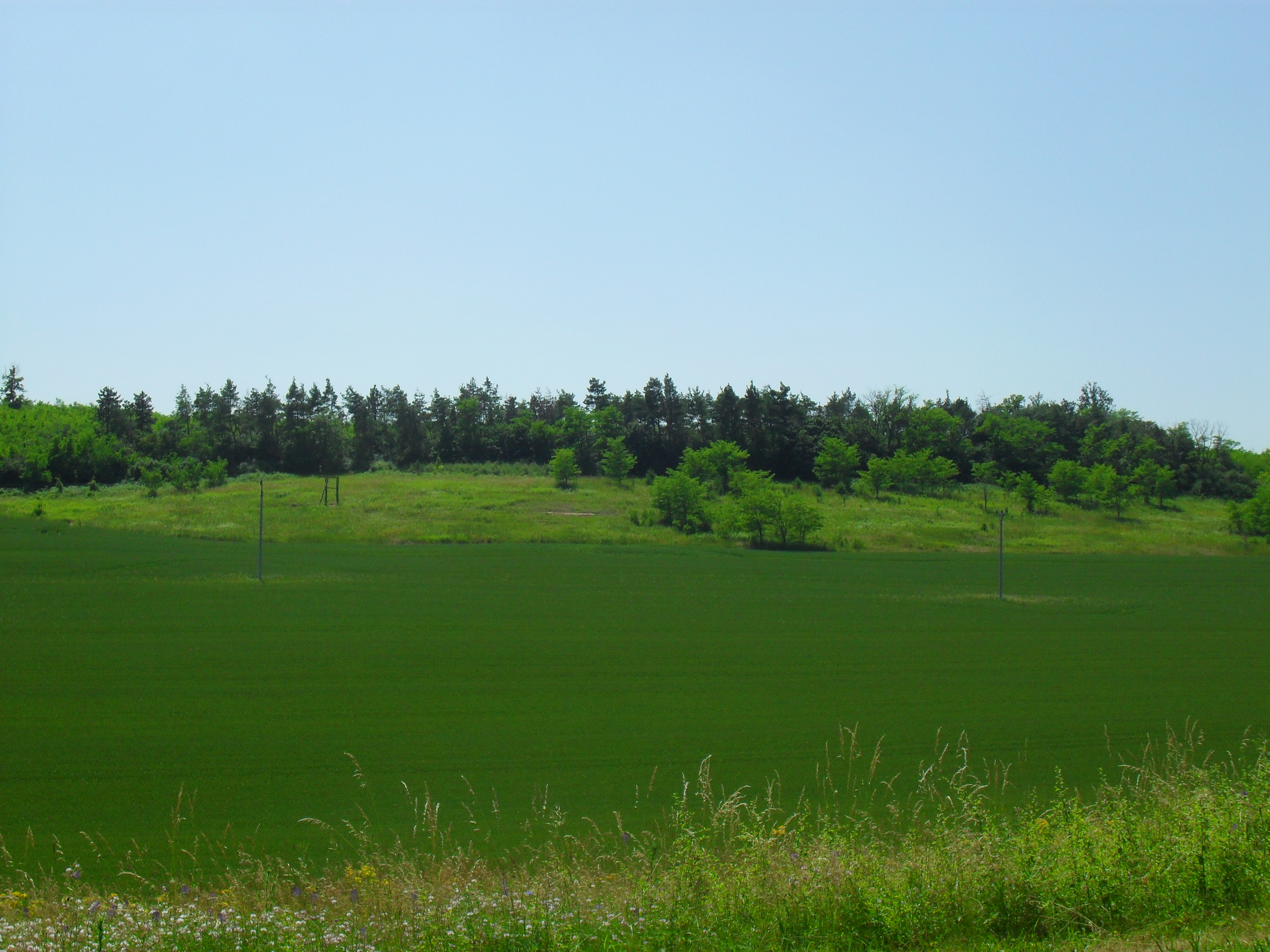
Újpuszta határában
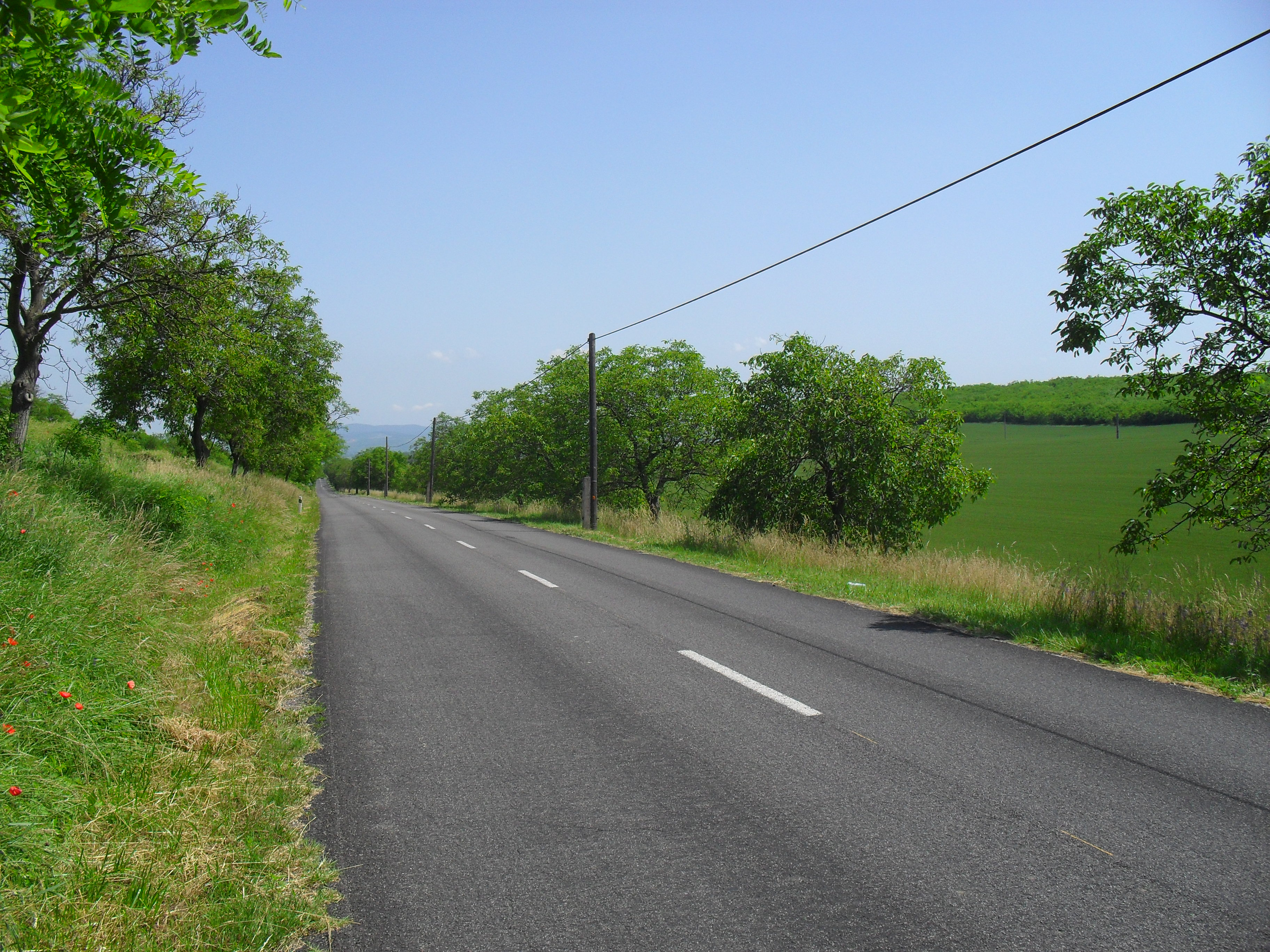
A Madar-Szentpéter országút a község határában
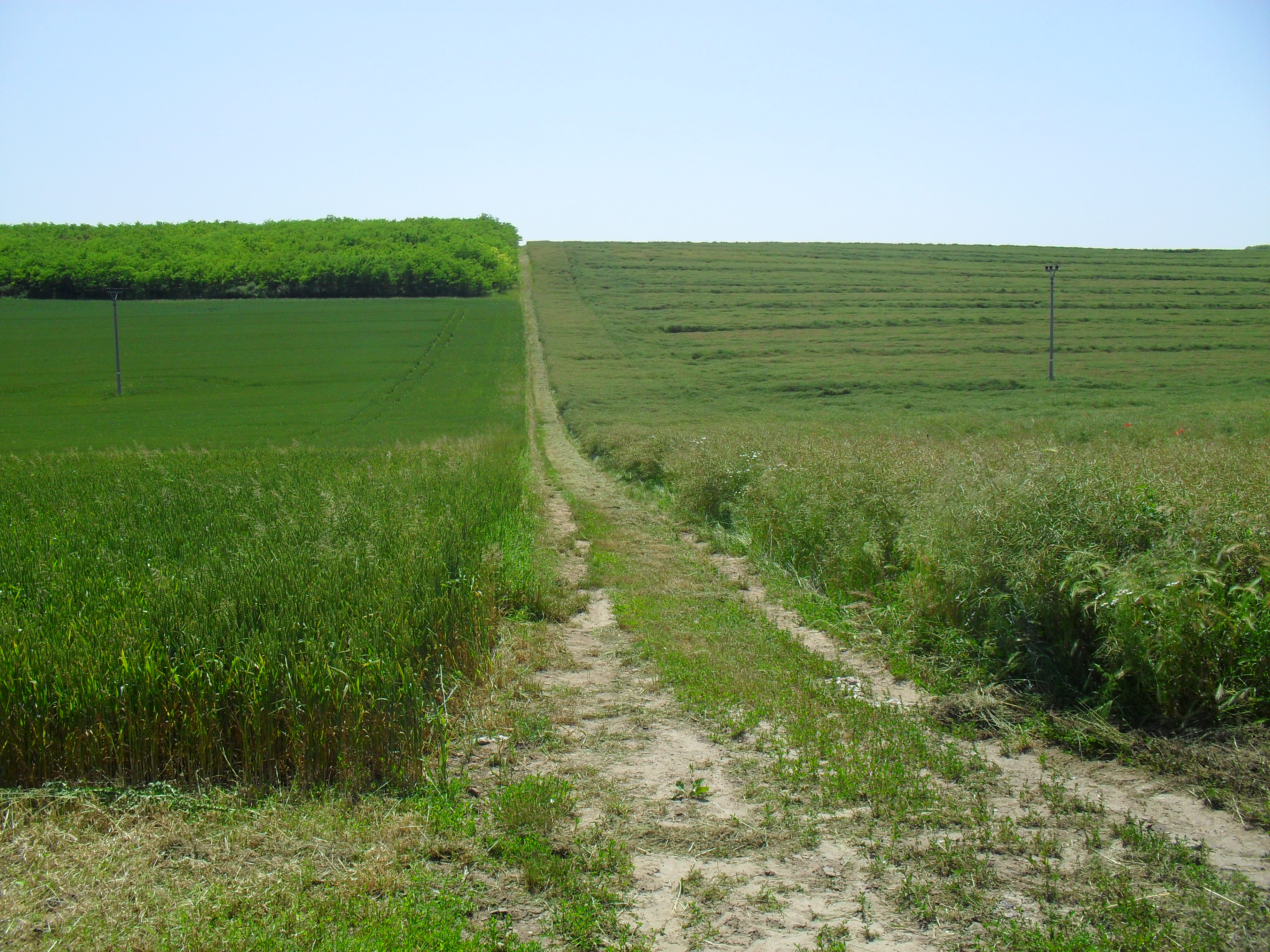
Újpuszta határában
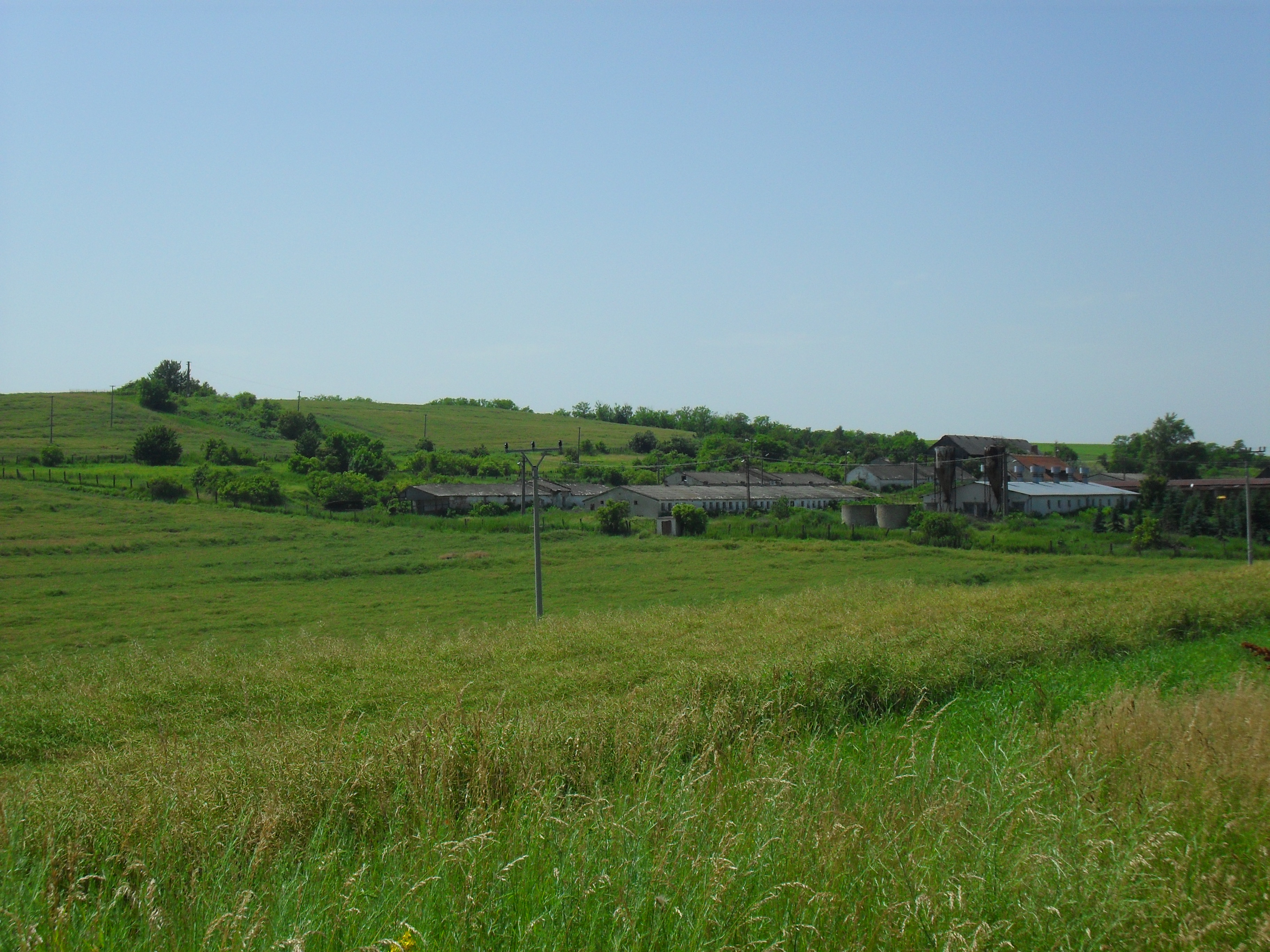
Újpuszta határában